# 孙向文
孫向文（1983年—），華裔日本漫畫家，出生浙江杭州，靠畫漫畫和做雜誌專欄維生。著作從歷史到當代，從社會、軍事、文化、政治、經濟多方面负面描述中华人民共和国。
2016年7月16日，在Twitter上发布消息称欲加入日本国籍，政府机关却被拒绝。2021年取得日本國籍。

## 作品
- 《中国无法战胜日本的理由》
- 《中国恶劣的真正面貌》[3]2013年出版，在其第二年出版第二弹[4]
- 《中国绝对战胜不了日本的理由》2016年出版[4]